# Війна струмів

Томас Едісон

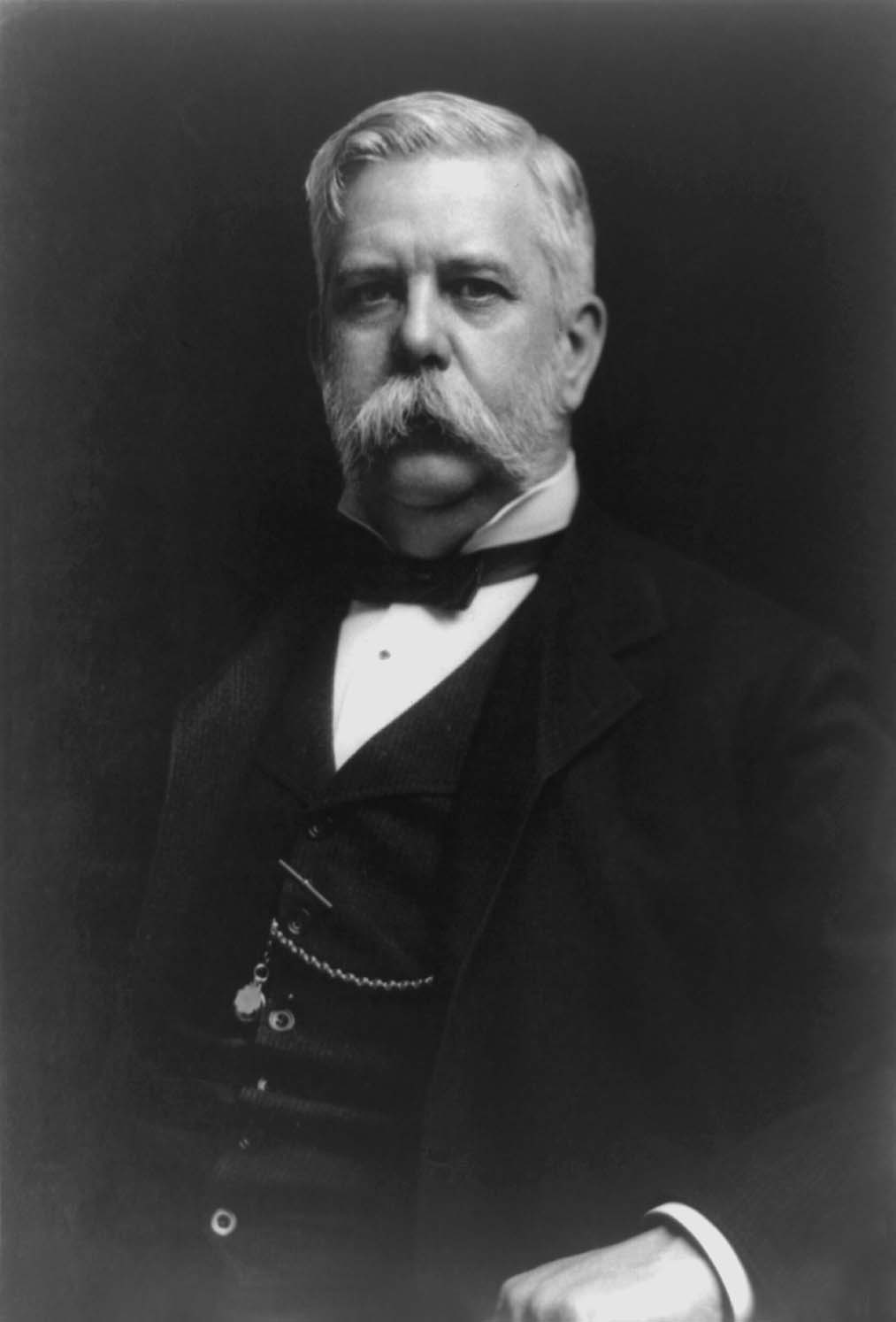
Джордж Вестінгауз

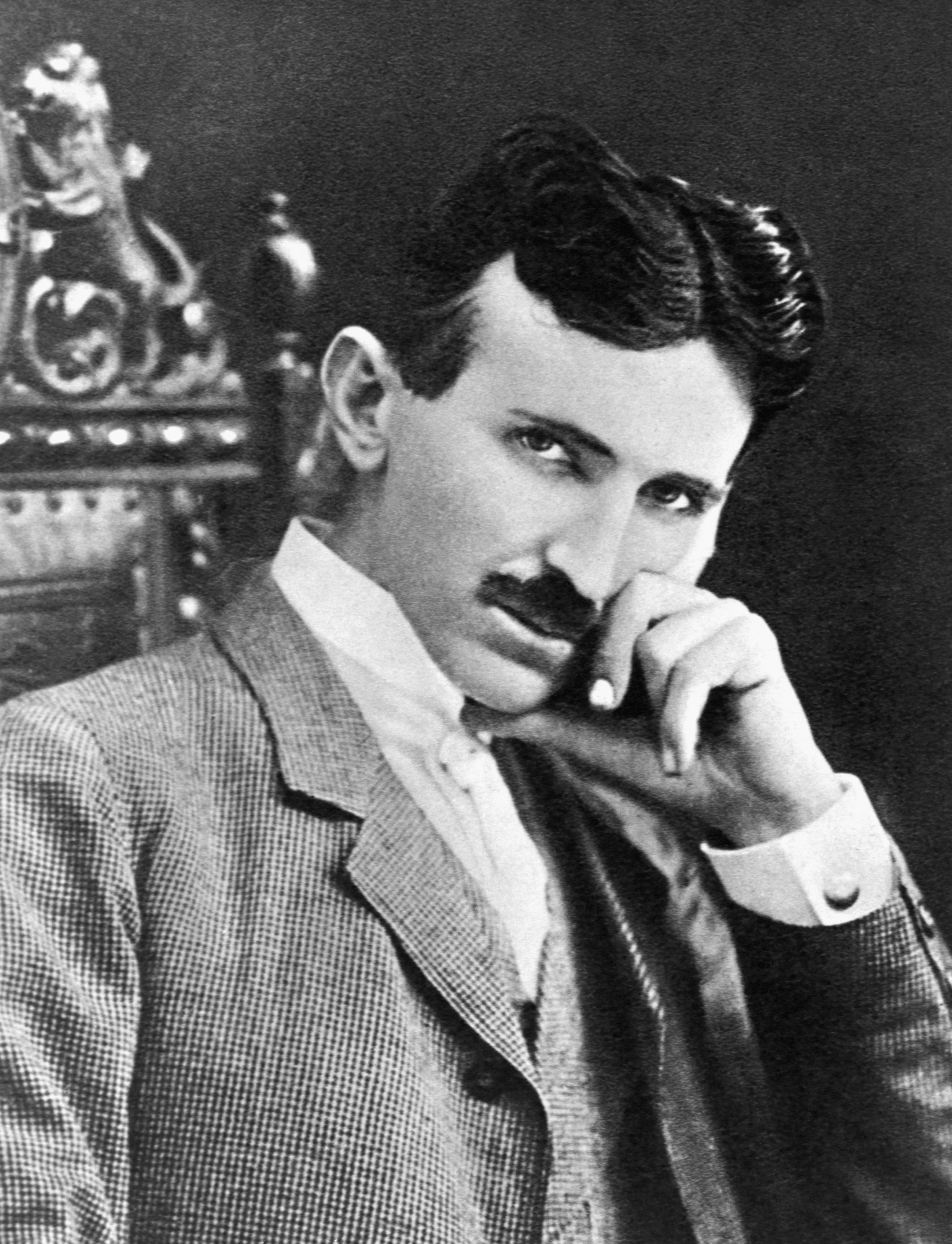
Нікола Тесла

Війна́ стру́мів (англ. War of Currents) — протистояння Томаса Едісона і Ніколи Тесли (а також Джорджа Вестінгауза) у боротьбі за використання постійного і змінного струмів відповідно. Пропагандистська кампанія Едісона проти змінного струму, яка набула особливого розмаху наприкінці 1880-х років, тривала недовго тож його власна фірма сама перейшла на змінний струм вже 1892 року. У переносному сенсі, «змагання» між конкурентними фірмами «Edison Electric Light» та «Westinghouse Electric Corporation» тривало понад сто років і закінчилось у кінці листопада 2007 року з остаточним переходом споживачів Нью-Йорка з постійного струму на змінний.

## Відмінності

### Генератори
Генератори постійного струму легко з'єднуються паралельно, необхідно лише дотримуватись полярності. Натомість, щоби подавати в електричну мережу змінний струм, необхідною є синхронізація генератора змінного струму з енергосистемою за частотою і фазою. Це суттєво ускладнює улаштування генератора.

### Передавання енергії на відстань
У разі збільшення відстані, зростає електричний опір провідників, а також втрати на їх нагрівання. Під час розробки електричної лінії, розрахованої на передавання певної потужності, суттєво знизити втрати електроенергії можна лише шляхом зменшення електричного опору (збільшуючи площу поперечного перерізу провідників, що збільшує вагу ЛЕП) або за допомогою підвищення напруги (що дозволить зменшити струм). Для прикладу, щоб учетверо знизити втрати електроенергії, треба або учетверо зменшити електричний опір, або удвічі підвищити електричну напругу (що дозволить зменшити удвічі струм, оскільки потужність електричного струму W = I2R). Отже, передавання електричної енергії на великі відстані є доцільною лише з використанням високої напруги.
Дієвих способів змінювати напругу постійного струму, на кінець XIX та початок XX століття не існувало (наприклад, для роботи трансформатора, потрібно змінне магнітне поле). В електростанціях Едісона використовувалась електрична напруга близька до споживчої — від 100 до 200 вольт. Такі електростанції не дозволяли передавати споживачеві великі потужності. У підсумку, діяльно використовувати вироблену електричну енергію могли споживачі, що розташовані на відстані, яка не перевищує 1,6 км від електростанції. Подолати це обмеження можна було складними і дорогими заходами: використанням грубих провідників або будівництвом цілої мережі місцевих електростанцій. Іншими словами, підхід Едісона не дозволяв побудувати потужну електростанцію, котра постачала б енергію на цілий регіон, так само як і спорудити потужну ГЕС у відповідному для цього місці, віддаленому від споживача.
Напруга змінного струму легко змінюється за допомогою трансформаторів (ККД до 99%). Це дає можливість як передавати струм магістральними лініями високої напруги на великі відстані (сотні кілометрів), так і будувати мережу високовольтних ліній меншої напруги для постачання електроенергії на трансформаторні підстанції, а потім і споживачам. З тієї ж причини змінний струм є зручнішим для вирішення інших, крім освітлення, виробничих чи побутових завдань (наприклад, застосування найдешевших та найнадійніших індукційних двигунів).

### Споживачі
Необхідних двигунів змінного струму на мить появи електричних мереж взагалі не існувало — лише 1888 року Нікола Тесла винайшов асинхронний (індукційний) електродвигун, чим остаточно схилив чашу терезів на бік Дж. Вестінгауза.
Винайдений Едісоном лічильник електричної енергії також міг використовуватись лише для постійного струму.

## Історія

### Перші електромережі
У 1878 році Едісон засновує компанію «Edison Electric Light» (тепер General Electric). До 1879 року закінчилось доведення конструкції електричної лампочки, як альтернативи до гасової лампи та газового освітлення. 1880 року, Едісон патентує всю систему виробництва та розподілу електроенергії, котра засновувалась на три-провідному приєднанні (нуль і ±110 вольт), що знижувало матеріаломісткість за тих же втрат енергії. Одночасно було досягнено небачений на той час термін життя лампочки — 1200 годин. Якраз тоді Едісон сказав: «Ми зробимо електричне освітлення настільки дешевим, що лише багатії будуть палити свічки».
У січні 1882 року Едісон запускає першу електростанцію у Лондоні, а кількома місяцями пізніше — в Мангеттені. До 1887 року у США працювало більше сотні електростанцій постійного струму, що ґрунтувались на три-провідній системі Едісона.

### Використання змінного струму

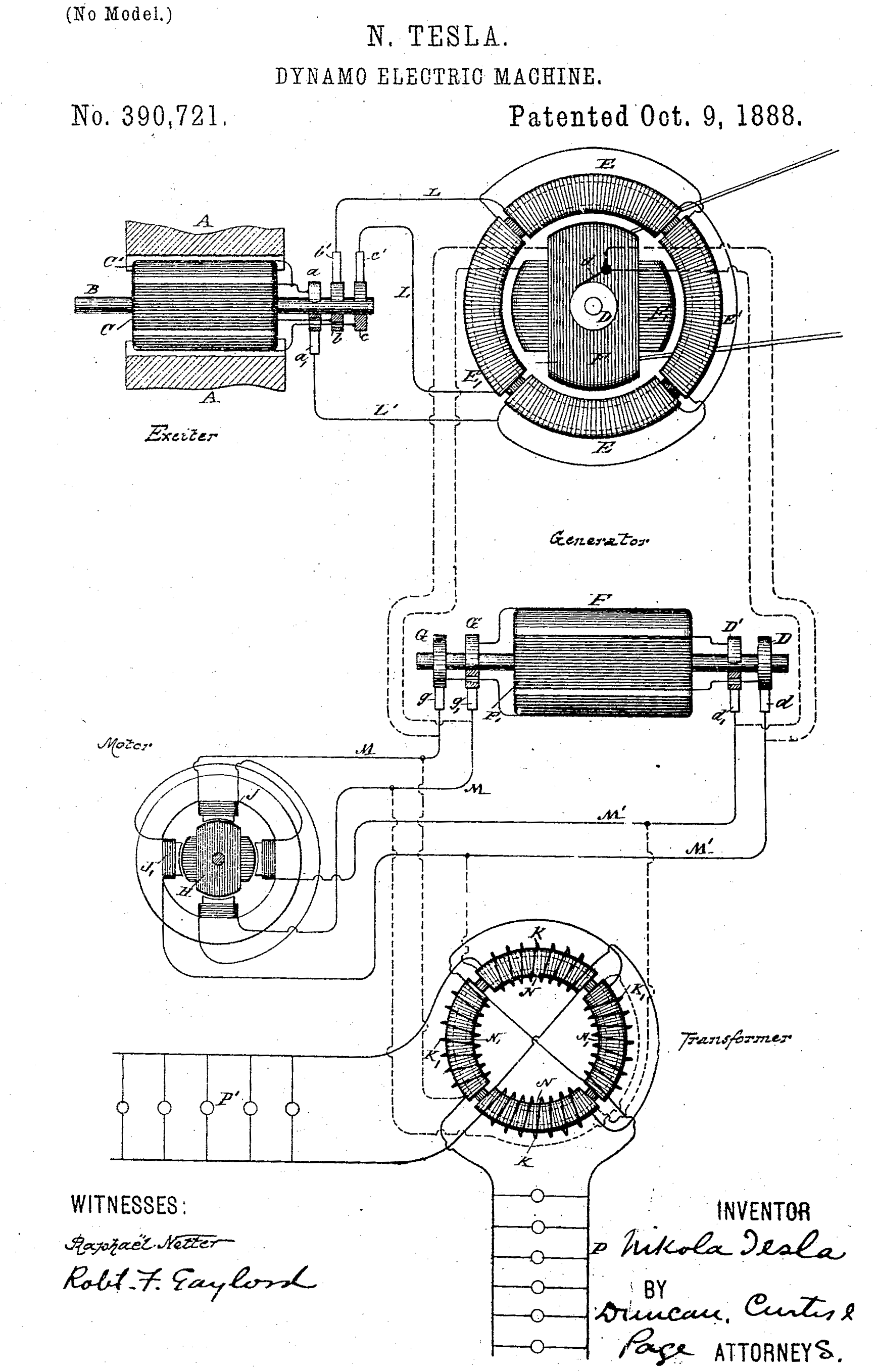
Зображення до патенту Тесли на електричну динамомашину (Пат. США US390721)

На відміну від Едісона, що проявив себе невтомним дослідником і вмілим бізнесменом, прихильники змінного струму спирались на математику та закони фізики. Ознайомившись із патентом Едісона, Дж. Вестінгауз виявив слабку ланку його системи — великі втрати потужности в електричних дротах ЛЕП під час передавання електричної енергії на великі відстані.
1881 року, Люсьєн Голар (Франція) і Джон Гіббс (Велика Британія) представляють перший трансформатор, придатний для роботи на високих потужностях. 1885-го, Вестінгауз купує декілька трансформаторів Голара-Гіббса і генератор змінного струму виробництва Siemens&Halske та розпочинає досліди. Через рік починає працювати перша 500-вольтова ГЕС змінного струму в Грейт-Баррингтоні (штат Массачусетс).
Поширенню змінного струму заважала відсутність електродвигунів і лічильників. 1882 року, Тесла робить винахід багатофазного електродвигуна, патент на який він отримав 1888 року. 1884 року, Тесла з'являється у США і влаштовується на роботу у компанії Едісона. Після року успішної роботи Едісон відмовляє Теслі у підвищенні зарплати, і Тесла переходить працювати до Вестінгауза. 1889 року, з'являється перший лічильник електроенергії змінного струму.

### Чорний піар
Перехід на змінний струм вів до фінансової поразки Едісона, який заробляв чималу частину коштів на патентних відрахуваннях. Передчуваючи свою поразку, Едісон подав до суду за порушення більше десятка патентів, але рішення суду були не на його користь.
Тоді Едісон взявся за чорний піар, привселюдно показуючи вбивства тварин змінним струмом (оскільки змінний струм, справді є більш небезпечним для живих організмів). До того ж, приблизно тоді ж такий собі Поуп був убитий електричним струмом внаслідок пробою ізоляції трансформатора, який стояв у нього в підвалі; ця подія широко висвітлювалась пресою. Нарешті, у 1887 році фінансований Едісоном інженер Гарольд Браун запропонував ідею страчувати злочинців, убиваючи їх струмом — зрозуміло, «небезпечним» змінним, а не «безпечним» постійним.
Вестінгауз, різкий противник використання електрики для страти, відмовився постачати генератори змінного струму для цієї мети, найняв адвокатів засудженому до страти на електричному стільці Кеммлеру, який убив сокирою свою співмешканку. Адвокати вимагали скасувати вирок як такий, що суперечить Конституції США, яка забороняє «жорстокі і незвичайні покарання». Попри їхні старання, 1890 року відбулася перша страта на електричному стільці. Едісон підкупив газетяра, і наступного дня в часописі з'явилася стаття «Вестінгауз стратив Кеммлера». Страта виглядала настільки жахливо, що Дж. Вестінгауз відповів на це однозначно: «Сокирою б у них вийшло краще».
Незважаючи на очевидні переваги змінного струму, Едісон не збирався відмовлятися від свого витвору — постійного струму і від чорного піару щодо змінного струму. Тож згодом Едісон зняв і потім поширив у пресі кадри страти 1903 року змінним струмом слонихи Топсі, що затоптала протягом останніх років трьох людей.

### Ніагарський водоспад
1891 року трифазна система змінного струму, розроблена М. О. Доліво-Добровольським у компанії AEG, була представлена на виставці у Франкфурті-на-Майні. Очевидно, що слава, здобута даною системою, допомогла компанії Вестінгауза 1893 року виграти тендер на будівництво найбільшої на ту пору електростанції на Ніагарському водоспаді.
За словами Тесли, «потужності водоспаду вистачить на усі штати США». Щоб якось примирити Вестінгауза і Едісона, останньому дісталось будівництво лінії електропередавання від електростанції до Баффало — найближчого великого міста.
Зрештою General Electric купила компанію «Томсон-Х'юстон», що виробляла машини змінного струму, і сама почала їх виробництво. Проте антиреклама змінного струму тривала.

### Згортання мереж постійного струму
Електропостачання постійним струмом неохоче здавало свої позиції. Хоча вже на початку XX століття більшість електростанцій виробляли змінний струм, існувало чимало споживачів постійного струму. Змінний струм для них перетворювався у постійний за допомогою ртутних випрямлячів. Електростанції постійного струму будувалися аж до 1920-х років. Місто Гельсінкі остаточно перейшло на змінний струм лише у 1940-х роках, Стокгольм у 1960-х. Проте у США аж до кінця 1990-х років існувало 4,6 тисяч розрізнених споживачів постійного струму, і у 1998 почалися спроби перевести їх на змінний струм.
Із зникненням у Нью-Йорку останнього споживача постійного струму у листопаді 2007 року головний інженер компанії «Consolidated Edison», яка надавала електропостачання постійним струмом, перерізав символічний кабель, що поклало кінець «війні струмів» в окремо взятому місті.
А у Сан-Франциско і досі залишаються острівці мереж постійного струму, що живлять раритетні ліфти. Загалом у місті є 97 острівців постійного струму, що обслуговують від семи до десяти будівель кожен, водночас збережено і оригінальні кабелі, прокладені понад 100 років тому.

## Сучасне застосування постійного струму
Попри те, що у великих енергосистемах кращим є змінний струм, існує чимало мереж постійного струму, де його використання обумовлене особливостями експлуатації систем.
- Тягові електродвигуни на транспорті, суднах, підводних човнах використовують постійний струм. На залізницях досі є поділ на електрифікацію змінним і постійним струмом.
- Різноманітні місцеві електромережі, що не видають струм у загальну енергосистему.

- Електролітичне рафінування металів майже завжди здійснюється постійним струмом. Це досить потужні споживачі (заводи з виробництва алюмінію, міді та нікелю).
- Гальванопластика також здійснюється здебільшого постійним струмом. Асиметричний змінний струм іноді використовується в умовах підвищеного дендритоутворення.
- Низьковольтна електроніка (мікропроцесорні пристрої, електрозв'язок, іграшки, охоронна сигналізація тощо).
- Бортові мережі транспортних засобів — залізничних вагонів, автомобілів, літаків тощо.
- Системи аварійного живлення.

- Високовольтні лінії постійного струму, котрі знайшли застосування для передавання великої потужности на далекі відстані підводними кабелями, а також як вставки постійного струму для зв'язку між собою несинхронізованих мереж[9].
- Постійний струм, який виробляється сонячними електростанціями або хімічними джерелами (акумуляторами), перетворюється за допомогою інверторів на змінний струм для забезпечення споживачів, зокрема це застосовується у джерелах безперервного живлення.

Цікаво, що станом на 2015 рік, високовольтні вимикачі постійного струму все ще були предметом досліджень. Такі комутаційні пристрої були б корисними для з’єднання систем передавання HVDC.